# کلم‌ها
کلم‌ها (نام علمی: Brassica) نام یک سرده از تیره شب‌بویان است.